# Championnats de France de natation 2019
Navigation
Saint-Raphaël 2018 Saint-Raphaël 2020
Les Championnats de France de natation 2019 ont lieu à Rennes entre le 16 avril et le 21 avril 2019. 
Cette édition permet également aux meilleurs athlètes de se qualifier pour les Championnats du monde de natation 2019 qui ont lieu à Gwangju.

## Podiums

### Hommes
| Discipline | Médaille d'or        | Performance        | Médaille d'argent    | Performance    | Médaille de bronze            | Performance    |
| Nage libre |                      |                    |                      |                |                               |                |
| 50 m       | Clément Mignon       | 21 s 93            | Maxime Grousset      | 22 s 21        | Yonel Govindin                | 22 s 27        |
| 100 m      | Mehdy Metella        | 48 s 27            | Clément Mignon       | 48 s 54        | Jérémy Stravius               | 48 s 79        |
| 200 m      | Jordan Pothain       | 1 min 47 s 33      | Roman Fuchs          | 1 min 48 s 63  | Rémi Meresse                  | 1 min 49 s 22  |
| 400 m      | David Aubry          | 3 min 47 s 06      | Joris Bouchaut       | 3 min 49 s 23  | Damien Joly                   | 3 min 51 s 99  |
| 800 m      | David Aubry          | 7 min 46 s 50 (RF) | Marc-Antoine Olivier | 7 min 53 s 12  | Joris Bouchaut                | 7 min 54 s 19  |
| 1 500 m    | David Aubry          | 14 min 57 s 56     | Damien Joly          | 14 min 58 s 15 | Marc-Antoine Olivier          | 15 min 10 s 60 |
| Papillon   |                      |                    |                      |                |                               |                |
| 50 m       | Mehdy Metella        | 23 s 56            | Jérémy Stravius      | 23 s 58        | Yonel Govindin                | 23 s 84        |
| 100 m      | Mehdy Metella        | 50 s 85 (RF)       | Jérémy Stravius      | 52 s 05        | Nans Roch                     | 52 s 87        |
| 200 m      | Léon Marchand        | 1 min 58 s 60      | Matthias Marsau      | 1 min 59 s 20  | Arthur Cachot                 | 2 min 01 s 60  |
| Dos        |                      |                    |                      |                |                               |                |
| 50 m       | Jérémy Stravius      | 24 s 92            | Stanislas Huille     | 25 s 33        | Paul-Gabriel Bedel            | 25 s 35        |
| 100 m      | Yohann Ndoye Brouard | 54 s 40            | Stanislas Huille     | 54 s 76        | Paul-Gabriel Bedel            | 54 s 81        |
| 200 m      | Geoffroy Mathieu     | 1 min 58 s 86      | Antoine Herlem       | 2 min 00 s 62  | Christophe Brun               | 2 min 00 s 66  |
| Brasse     |                      |                    |                      |                |                               |                |
| 50 m       | Théo Bussière        | 27 s 62            | Clément Mignon       | 28 s 05        | Thibaut Capitaine             | 28 s 28        |
| 100 m      | Théo Bussière        | 1 min 00 s 31      | Antoine Viquerat     | 1 min 01 s 38  | Thomas Boursac Cervera Lortet | 1 min 01 s 68  |
| 200 m      | Antoine Marc         | 2 min 12 s 08      | Antoine Viquerat     | 2 min 12 s 52  | Thibaut Capitaine             | 2 min 12 s 72  |
| 4 nages    |                      |                    |                      |                |                               |                |
| 200 m      | Samy Helmbacher      | 2 min 00 s 38      | Clément Bidard       | 2 min 00 s 90  | Léon Marchand                 | 2 min 01 s 22  |
| 400 m      | Samy Helmbacher      | 4 min 18 s 17      | Antoine Marc         | 4 min 18 s 43  | Clément Bidard                | 4 min 19 s 30  |

### Femmes
| Discipline | Médaille d'or     | Performance    | Médaille d'argent | Performance    | Médaille de bronze | Performance    |
| Nage libre |                   |                |                   |                |                    |                |
| 50 m       | Charlotte Bonnet  | 24 s 77        | Mélanie Henique   | 25 s 05        | Marie Wattel       | 25 s 14        |
| 100 m      | Charlotte Bonnet  | 53 s 29        | Béryl Gastaldello | 53 s 84        | Marie Wattel       | 54 s 29        |
| 200 m      | Charlotte Bonnet  | 1 min 56 s 57  | Margaux Fabre     | 1 min 58 s 86  | Joana Desbordes    | 1 min 59 s 43  |
| 400 m      | Fantine Lesaffre  | 4 min 12 s 07  | Lara Grangeon     | 4 min 12 s 68  | Joana Desbordes    | 4 min 14 s 95  |
| 800 m      | Lara Grangeon     | 8 min 39 s 44  | Aurélie Muller    | 8 min 43 s 84  | Océane Cassignol   | 8 min 46 s 02  |
| 1 500 m    | Lara Grangeon     | 16 min 18 s 63 | Aurélie Muller    | 16 min 32 s 90 | Adeline Furst      | 16 min 41 s 07 |
| Papillon   |                   |                |                   |                |                    |                |
| 50 m       | Marie Wattel      | 25 s 90        | Béryl Gastaldello | 26 s 05        | Mélanie Henique    | 26 s 18        |
| 100 m      | Béryl Gastaldello | 57 s 69        | Marie Wattel      | 58 s 00        | Léna Bousquin      | 59 s 56        |
| 200 m      | Lara Grangeon     | 2 min 09 s 50  | Camille Cottier   | 2 min 14 s 70  | Gwladys Larzul     | 2 min 14 s 88  |
| Dos        |                   |                |                   |                |                    |                |
| 50 m       | Béryl Gastaldello | 27 s 98        | Lila Touili       | 28 s 37        | Mathilde Cini      | 28 s 64        |
| 100 m      | Béryl Gastaldello | 1 min 00 s 07  | Pauline Mahieu    | 1 min 01 s 71  | Lila Touili        | 1 min 02 s 02  |
| 200 m      | Pauline Mahieu    | 2 min 14 s 15  | Lilou Ressencourt | 2 min 14 s 86  | Lila Touili        | 2 min 16 s 36  |
| Brasse     |                   |                |                   |                |                    |                |
| 50 m       | Fanny Deberghes   | 31 s 54        | Solène Gallego    | 31 s 84        | Justine Delmas     | 32 s 38        |
| 100 m      | Fanny Deberghes   | 1 min 08 s 60  | Camille Dauba     | 1 min 09 s 28  | Justine Delmas     | 1 min 10 s 47  |
| 200 m      | Fanny Deberghes   | 2 min 25 s 60  | Camille Dauba     | 2 min 25 s 69  | Fantine Lesaffre   | 2 min 26 s 48  |
| 4 nages    |                   |                |                   |                |                    |                |
| 200 m      | Fantine Lesaffre  | 2 min 11 s 70  | Cyrielle Duhamel  | 2 min 14 s 12  | Camille Dauba      | 2 min 15 s 37  |
| 400 m      | Fantine Lesaffre  | 4 min 37 s 74  | Lara Grangeon     | 4 min 41 s 21  | Cyrielle Duhamel   | 4 min 46 s 11  |